# Baridiellus
Baridiellus är ett släkte av skalbaggar. Baridiellus ingår i familjen vivlar.
Kladogram enligt Catalogue of Life:
| Baridiellus | \| \| Baridiellus solidulus \| \| \| \| |
|             | \| \| Baridiellus solidulus \| \| \| \| |
|             | Baridiellus solidulus                   |
|             |                                         |